# تيمبيتس
حلوى تيمبيتس (بالإنجليزية: Timbits) هو اسم نوع من الحلوى بحجم العجين المقلية تبعيها شركة تيم هورتونز الكنديّة. أي ما يعادل "حجم ثقب الدونات" الأمريكية، تم طرحها في الأسواق في شهر أبريل من عام 1976.

## الاسم والاختلافات

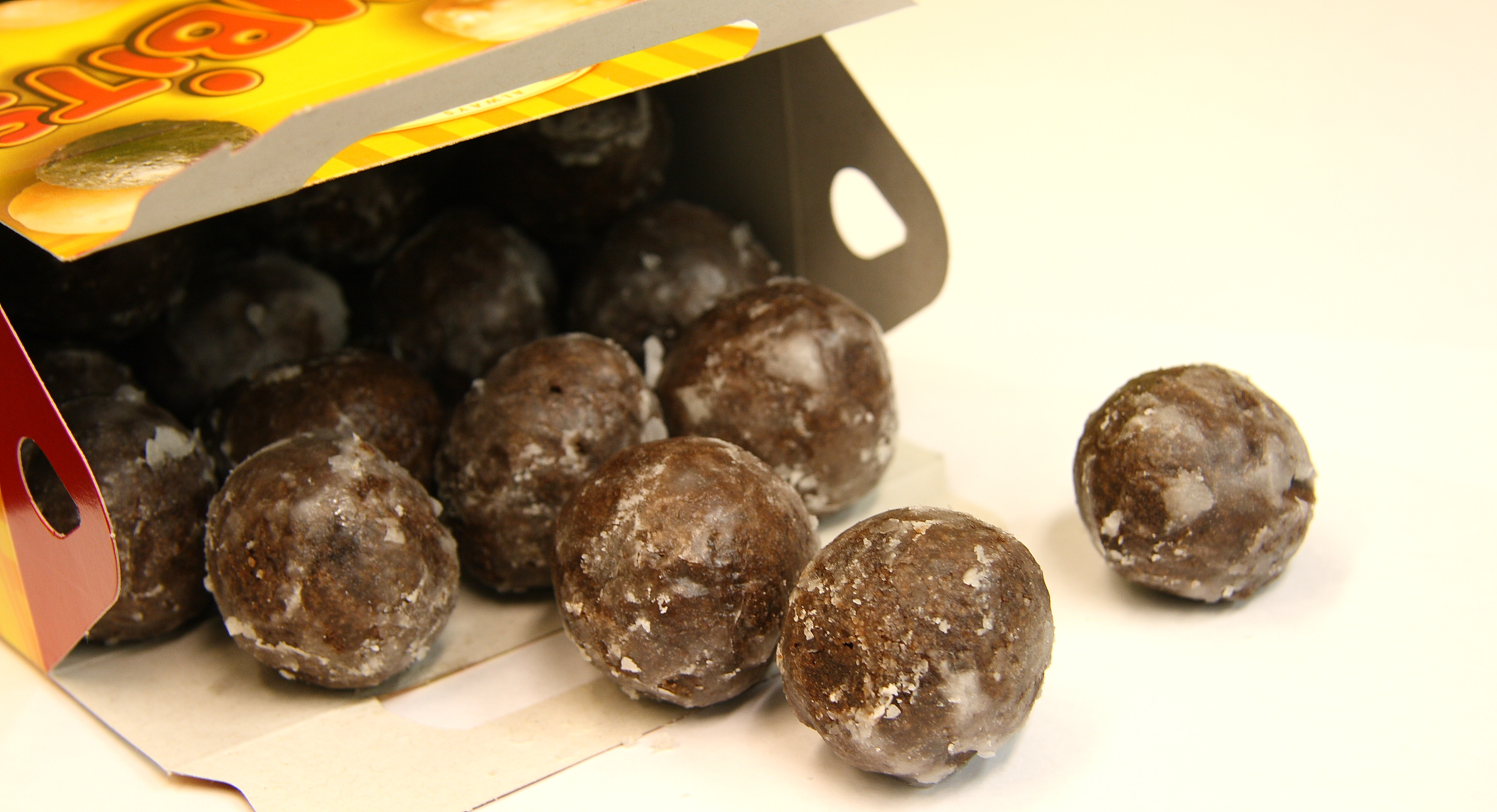
علبة شوكولاتة

كلمة تيمبيتس هي مركبة على كلمة "طعام شهي" (قطعة رقيقة أو لقمة من الطعام). اعتبارًا من عام 2009، كانت متوفرة بنكهات مختلفة تختلف من متجر لآخر. النكهات تشمل الشوكولاتة المزججة، المملوءة بالهلام، الهولندي، وغموس العسل، المزجج بالقشدة الحامضة، السادة القديمة الطراز، المزجج القديم، التوت الأزرق، الفراولة، التوت، الليمون، عصير التفاح، البرتقال واليوسفي، كريم كراميل، كعكة الكرز، كعكة عيد الميلاد، كرولر العسل، بهارات اليقطين، جوز الهند المحمص، وفطيرة التفاح. 
بمناسبة ذكرى الخمسين عام لشركة تيم هورتنز، تم بيع الكعك المحلى "كعكة عيد الميلاد" و تيمبيتس لفترة محدودة وتم توزيعها مجانًا في 17 مايو 2014 - تم طرح Timbits أولاً في الولايات المتحدة. 
تبيع سلاسل الدونات الأخرى في كندا والولايات المتحدة منتجات متطابقة تقريبًا، وغالبًا ما تسمى " ثقوب الدونات ". على سبيل المثال، تبيع شركة دانكن دونتس الأمريكية للقهوة والدونات Munchkins. يستخدم غالبية الكنديين بشكل عام علامة تيمبيتس التجارية لتعيين المنتج، بينما يفضل الكنديون الناطقون بالفرنسية استخدام المصطلح العام " trous de beigne ". ومع ذلك، في مواقع تيم هورتنز الناطقة بالفرنسية، لا يزال يشار إليها باسم Timbits.

## معرض الصور

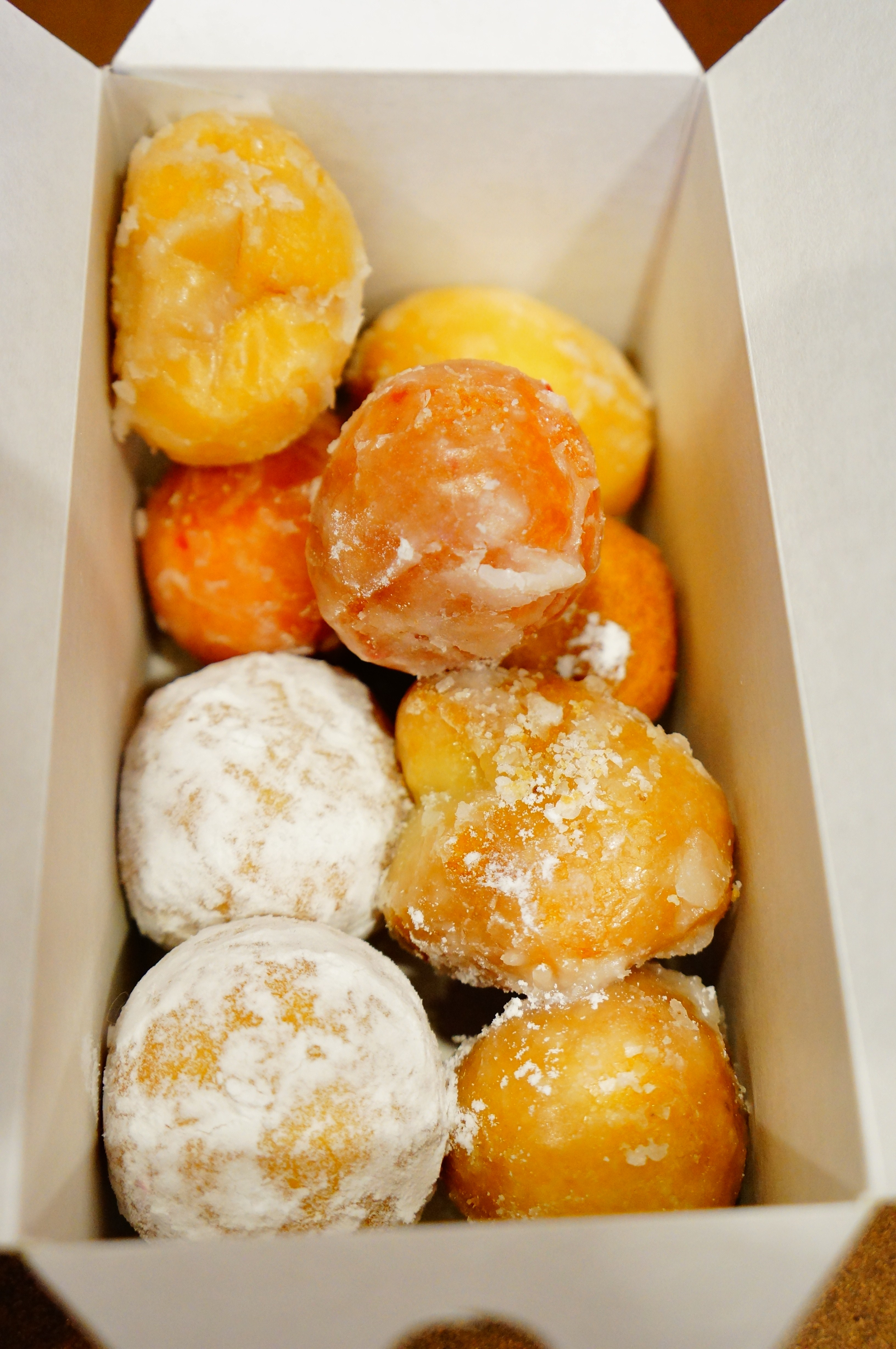
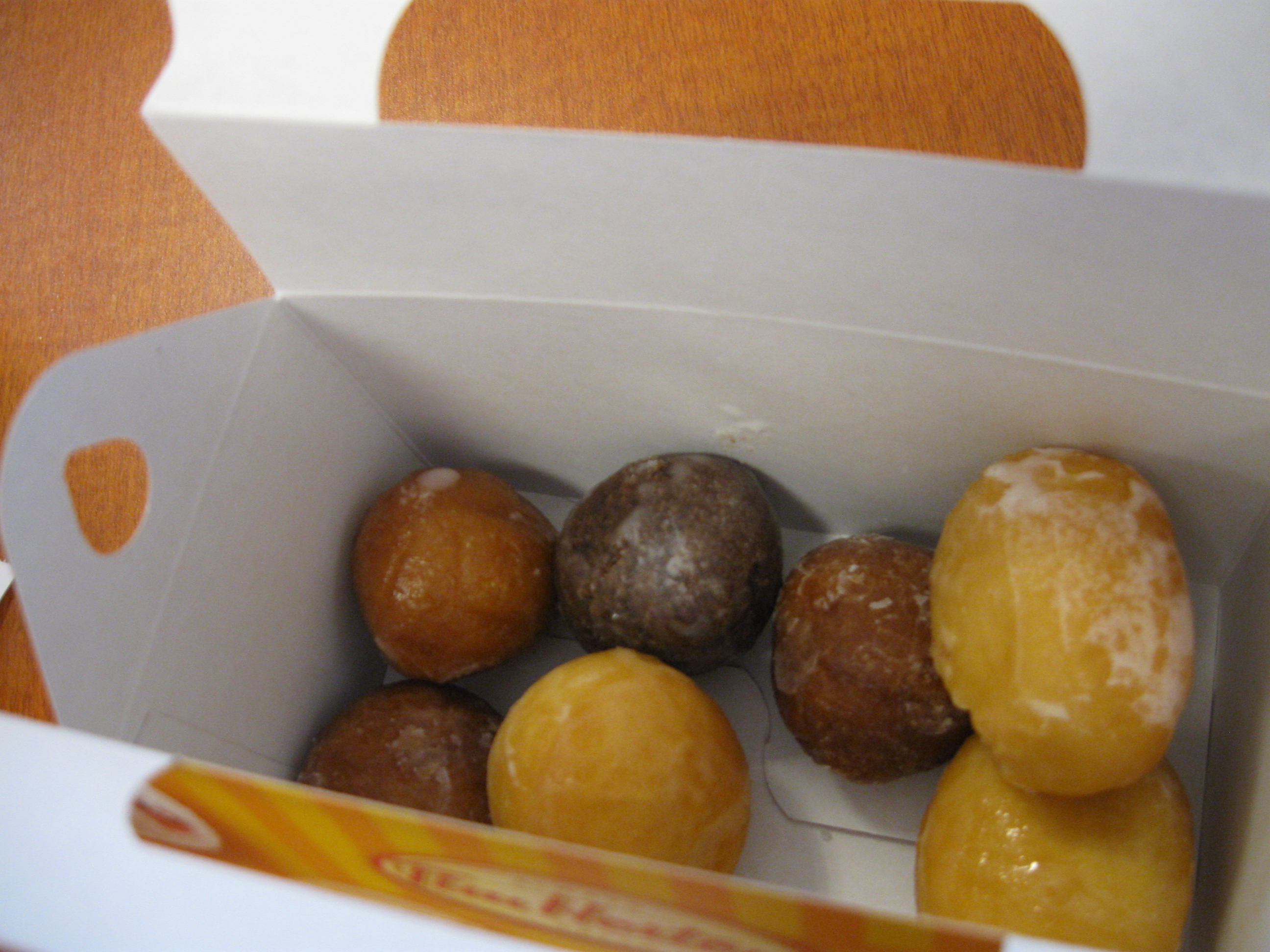
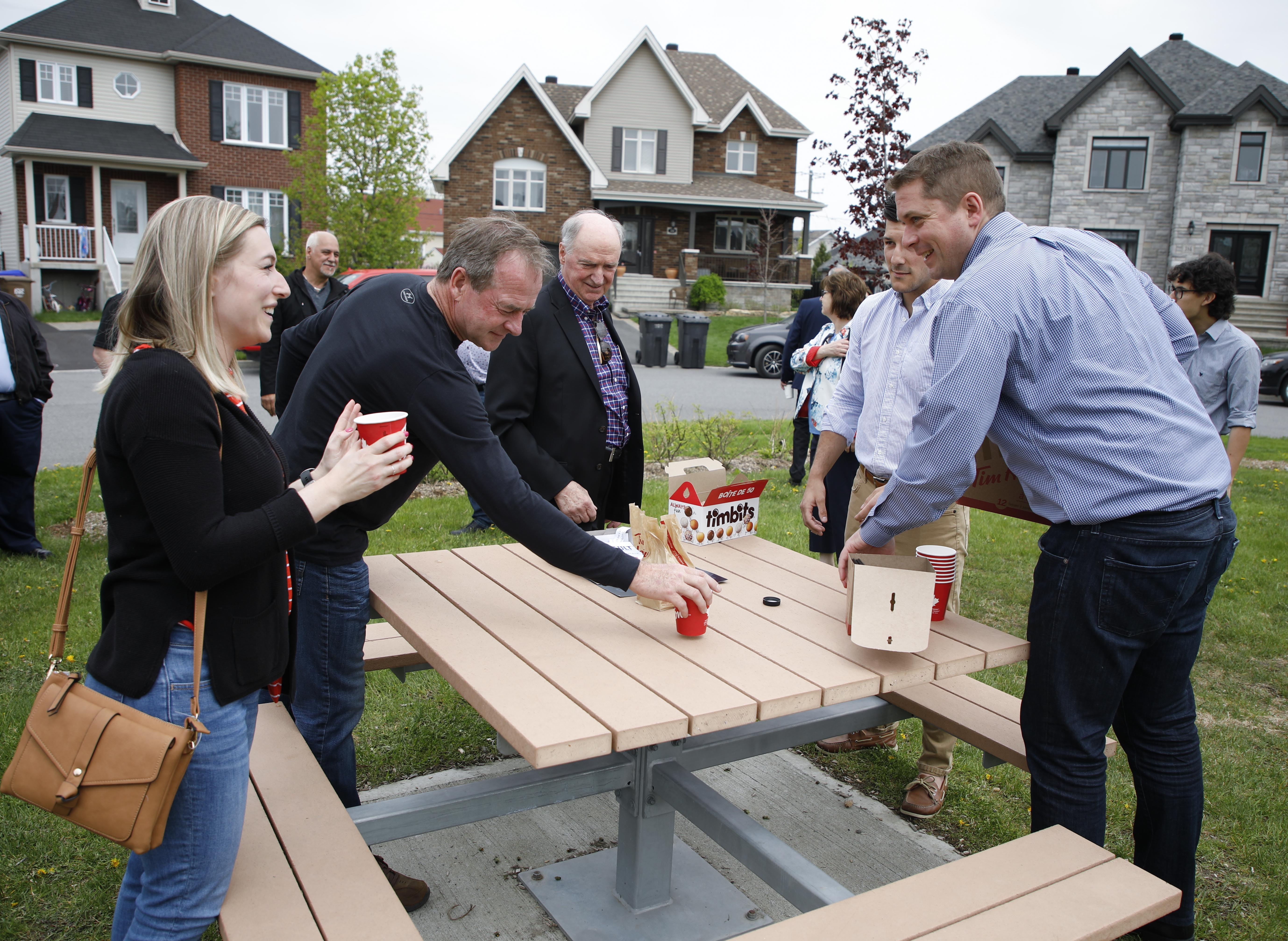
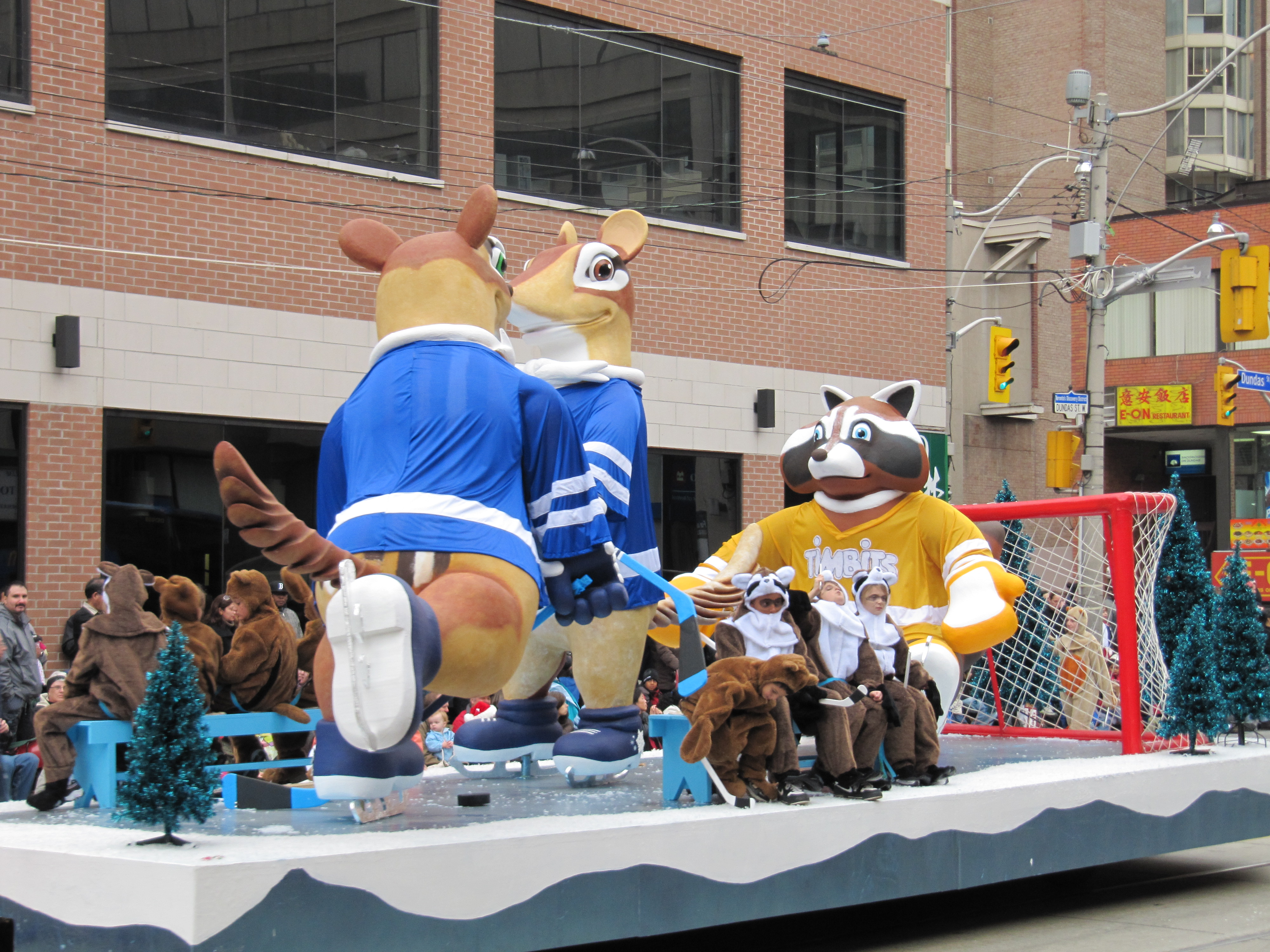
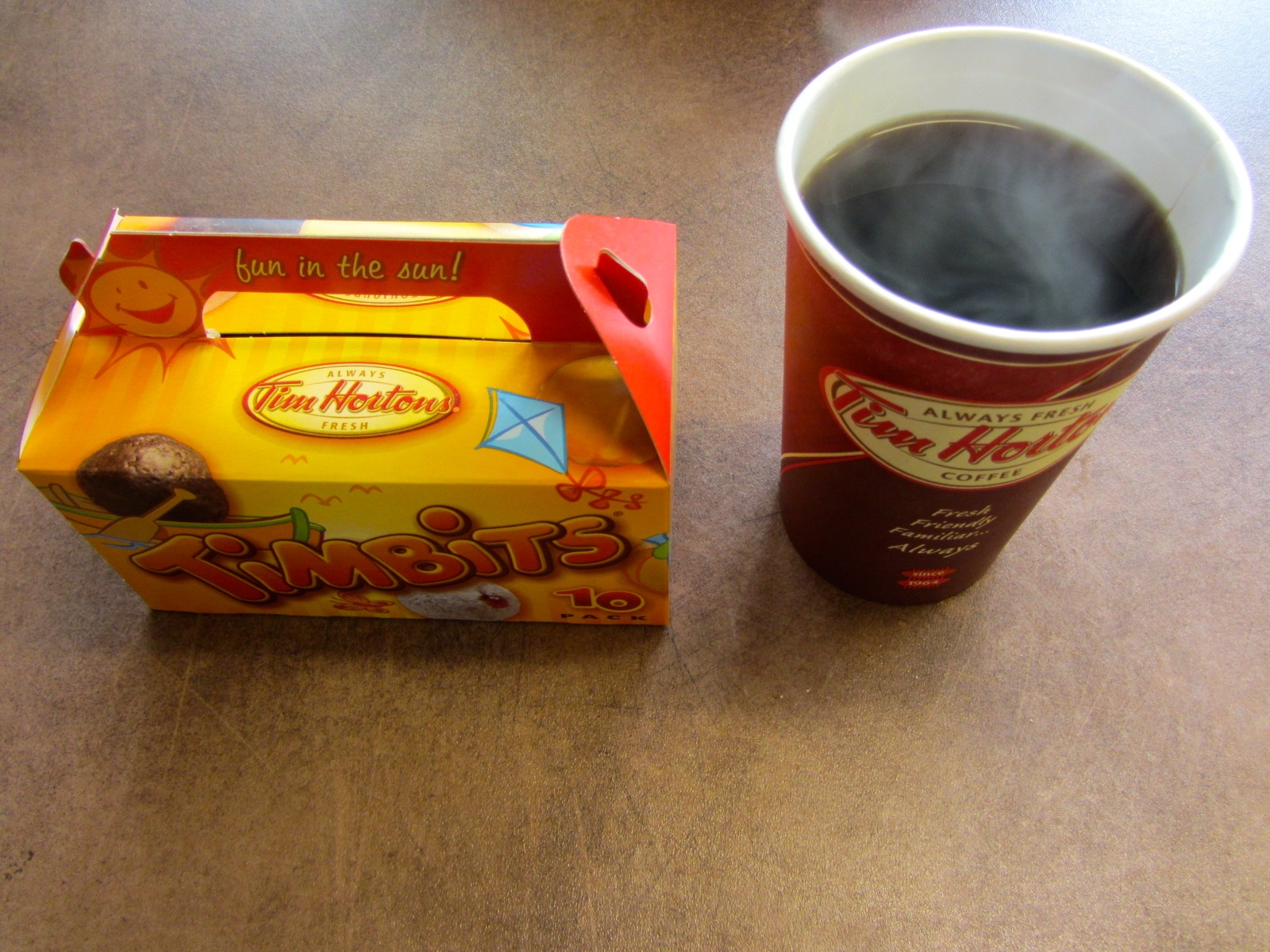
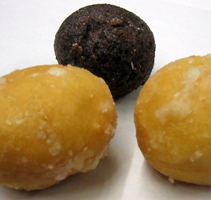
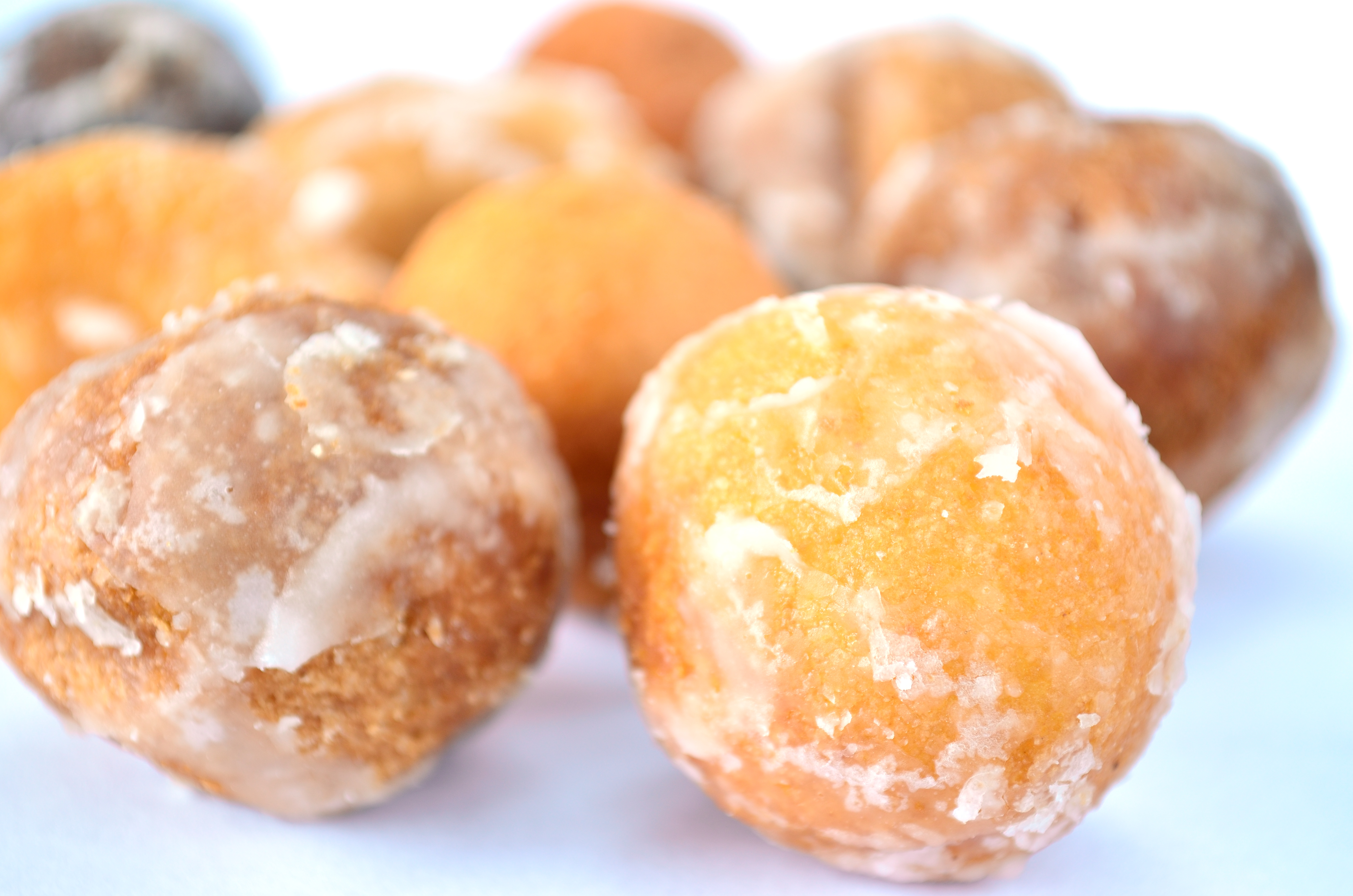
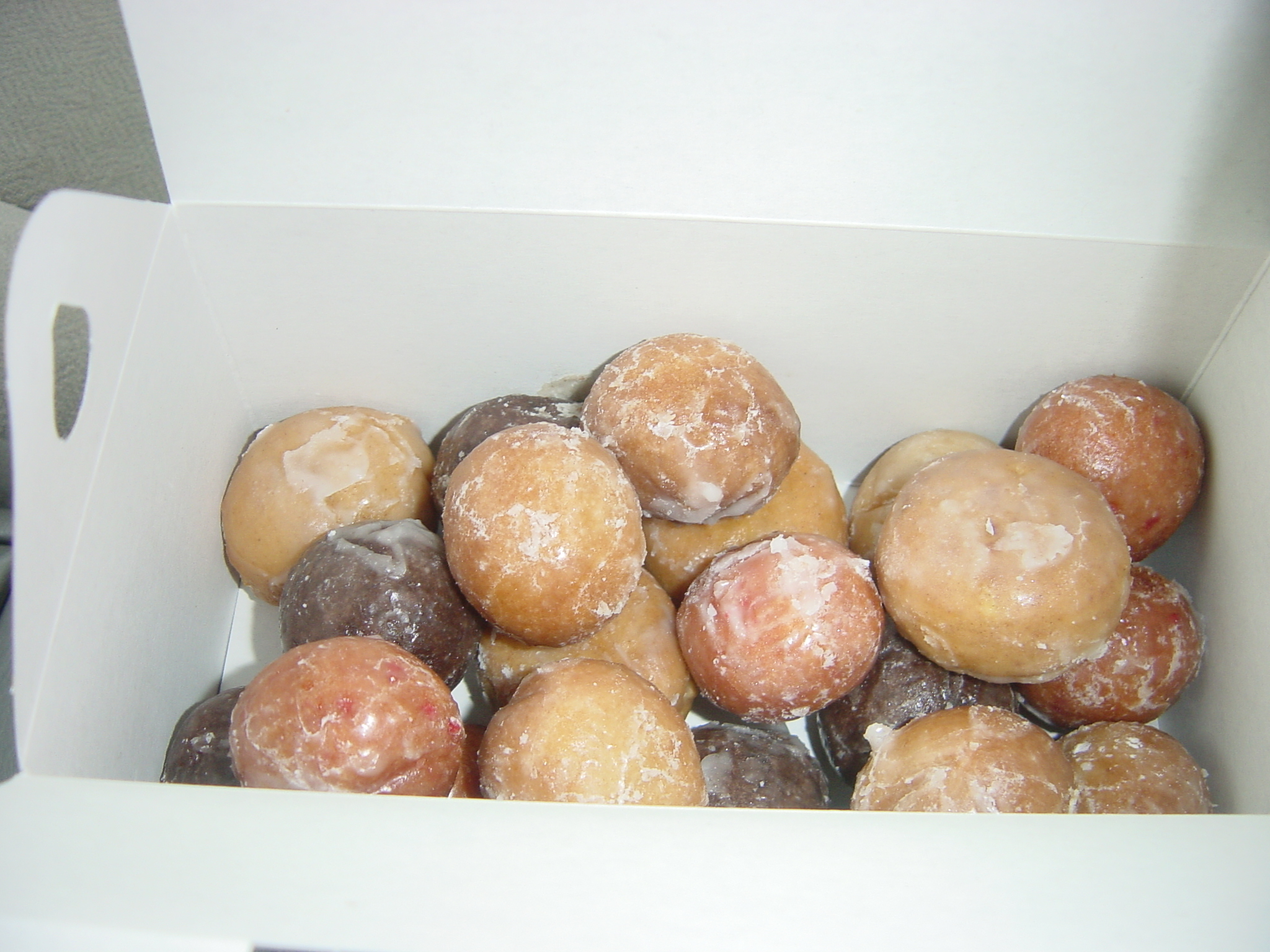

## نظر أيضًا
- قائمة أصناف الدونات
- قائمة أصناف العجين المقلية
- قائمة أطعمة الإفطار

## وصلات خارجية
- تيمبيتس في تيم هورتنز